# W32TeX
W32TeX は、角藤亮が pTeX, pLaTeX を Windows 32bit に移植したディストリビューションである。近年ではWindows 64bit版用も配布されるようになった。

## 日本語TeXとしての普及
TeX のディストリビューションとして、2006年までは teTeX が主流だった。teTeX には、日本語を扱う pTeX, pLaTeX は入っておらず、これらを Windows 32bit に移植したのが W32TeX である。
2006年5月に teTeX のメンテナー Thomas Esser は開発の終了を宣言し、代わりに TeX Live を使うことを勧めた。それに伴って、近年では W32TeX も TeX Live を取り込むようになった。

## 更新履歴
- 1994年頃から、TeX に関係するアプリケーションの Windows 用バイナリを配布[3]
- 2009年8月、ε-pTeX を取り込むようになる
- 2011年4月、MusiXTeX を取り込むようになる
- 2012年5月、TeX Live を取り込むようになる
- 2013年7月、64bit版ファイルの配布を開始
- 2021年7月、更新終了、公式サイトアクセス不可。TUG historic の systems/w32tex/ に保管される[3]。